# Journal of Anxiety Disorders
Journal of Anxiety Disorders (skrót: J Anxiety Disord) – interdyscyplinarne czasopismo naukowe wydawane od 1987. Specjalizuje się w publikowaniu prac dotyczących zaburzeń lękowych. Dwumiesięcznik.
Czasopismo jest recenzowane i publikuje artykuły oryginalne dotyczące wszystkich aspektów zaburzeń lękowych dla wszystkich grup wiekowych (od dzieci po osoby w wieku podeszłym). Zakres badawczy publikowanych prac obejmuje: ocenę tradycyjną, behawioralną, poznawczą i biologiczną, diagnozę i klasyfikację, leczenie psychospołeczne i psychofarmakologiczne, genetykę, a także epidemiologię i profilaktykę. Publikowane są także artykuły teoretyczne i przeglądowe.
Pismo ma współczynnik wpływu impact factor (IF) wynoszący 3,472 (2018/2019). W międzynarodowym rankingu SCImago Journal Rank (SJR) mierzącym znaczenie poszczególnych czasopism naukowych „Journal of Anxiety Disorders" zostało w 2018 sklasyfikowane na:
- 37. miejscu wśród czasopism z kategorii: psychiatria i zdrowie psychiczne[4] oraz
- 16. miejscu wśród czasopism z kategorii: psychologia kliniczna[5].

W polskich wykazach czasopism punktowanych przez Ministerstwo Nauki i Szkolnictwa Wyższego czasopismo otrzymało kolejno: 35 punktów (lata 2013-2016) oraz 140 punktów (wg listy punktowanych czasopism z 2019).
Periodyk jest indeksowany w: Elsevier BIOBASE, PsycINFO, BIOSIS Citation Index, BRS Data, Current Contents – Social & Behavioral Sciences, Pascal Francis, Google Scholar, PubMed oraz w Scopusie.
Wydawcą jest Elsevier. Redaktorem naczelnym jest Gordon J. G. Asmundson (University of Regina, Kanada).